# Proevippa schreineri
Proevippa schreineri är en spindelart som först beskrevs av William Frederick Purcell 1903.  Proevippa schreineri ingår i släktet Proevippa och familjen vargspindlar. Inga underarter finns listade i Catalogue of Life.